# Сигнал (футбольный клуб, Челябинск)
«Сигнал» — советский и российский футбольный клуб из Челябинска. Основан в 1947 году. Во второй лиге первенства СССР играл в 1977—1979 годах.

## Достижения
- Во второй лиге СССР — 12-е место в зональном турнире (1977).
- Победитель зоны «Урал» чемпионата РСФСР среди КФК (1976).
- Чемпион Челябинской области (1976, 1981, 1982, 1985).
- Обладатель Кубка Челябинской области (1980).

## Тренеры
- Неделькин, Геннадий Михайлович (1977—1978)